# Удам, Вальтер Янович
Вальтер Янович Удам — советский хозяйственный, государственный и политический деятель, Герой Социалистического Труда.

## Биография
Родился в 1926 году в Выруском уезде Эстонии. Член КПСС с 1952 года.
С 1943 года — на хозяйственной, общественной и политической работе. В 1943—1990 гг. — ученик в депо станции Валга, участник Великой Отечественной войны, на комсомольской работе в Таллинском горкоме ЛКСМ ЭССР, в Выннуской МТС Тартуского района, первый секретарь Тартуского райкома ЛКСМ ЭССР, заведующий отделом Вастселийнаского райкома КП ЭССР, слушатель Республиканской партийной школы, секретарь того же райкома, секретарь, первый секретарь Выруского райкома КП Эстонии, инспектор отдела организационно-партийной работы ЦК КП ЭССР, первый секретарь Вильяндиского райкома КП ЭССР, первый секретарь Пярнуского райкома КП ЭССР.
Указом Президиума Верховного Совета СССР от 11 сентября 1985 года присвоено звание Героя Социалистического Труда с вручением ордена Ленина и золотой медали «Серп и Молот».
Избирался депутатом Верховного Совета Эстонской ССР 8-11-го созывов.
Умер в Эстонии в 2001 году.